# Azri Ghani
Muhammad Azri bin Abdul Ghani (Kota Bharu, 30 aprile 1999) è un calciatore malaysiano, portiere del Kuala Lumpur e della Nazionale malaysiana.

## Carriera

### Club
Ha iniziato la propria carriera nelle file del Template:Calcio Felda United. Nel 2020 ha giocato al Kedah. Nel dicembre 2020 è passato al Perak. Il 14 gennaio 2022 si è ufficialmente trasferito al Kuala Lumpur.

### Nazionale
Ha debuttato in Nazionale maggiore l'8 gennaio 2024, nell'amichevole Siria-Malaysia (2-2). Ha partecipato, con la selezione malaysiana, alla Coppa d'Asia 2023. È sceso in campo, inoltre, nelle qualificazioni ai Mondiali 2026.

## Statistiche

### Cronologia presenze e reti in nazionale
Statistiche aggiornate al 13 dicembre 2024.

| Cronologia completa delle presenze e delle reti in nazionale ― Malaysia | Cronologia completa delle presenze e delle reti in nazionale ― Malaysia | Cronologia completa delle presenze e delle reti in nazionale ― Malaysia | Cronologia completa delle presenze e delle reti in nazionale ― Malaysia | Cronologia completa delle presenze e delle reti in nazionale ― Malaysia | Cronologia completa delle presenze e delle reti in nazionale ― Malaysia | Cronologia completa delle presenze e delle reti in nazionale ― Malaysia | Cronologia completa delle presenze e delle reti in nazionale ― Malaysia |
| Data                                                                    | Città                                                                   | In casa                                                                 | Risultato                                                               | Ospiti                                                                  | Competizione                                                            | Reti                                                                    | Note                                                                    |
| ----------------------------------------------------------------------- | ----------------------------------------------------------------------- | ----------------------------------------------------------------------- | ----------------------------------------------------------------------- | ----------------------------------------------------------------------- | ----------------------------------------------------------------------- | ----------------------------------------------------------------------- | ----------------------------------------------------------------------- |
| 8-1-2024                                                                | Doha                                                                    | Siria                                                                   | 2 – 2                                                                   | Malaysia                                                                | Amichevole                                                              | -                                                                       | 65’                                                                     |
| 6-6-2024                                                                | Bishkek                                                                 | Kirghizistan                                                            | 1 – 1                                                                   | Malaysia                                                                | Qual. Mondiali 2026                                                     | -1                                                                      |                                                                         |
| 11-6-2024                                                               | Kuala Lumpur                                                            | Malaysia                                                                | 3 – 1                                                                   | Taiwan                                                                  | Qual. Mondiali 2026                                                     | -1                                                                      |                                                                         |
| Totale                                                                  |                                                                         | Presenze                                                                | 3                                                                       |                                                                         | Reti                                                                    | -2                                                                      |                                                                         |